# Ron Lester
Ron Lester (Kennesaw, Geórgia, Estados Unidos em 4 de agosto de 1970 — 17 de junho de 2016) foi um ator estadunidense, conhecido por interpretar Billy Bob no filme Varsity Blues (1999).

## Biografia
Ele apareceu em um vídeo musical para a banda Little Texas. Lester mudou-se para Los Angeles e começou a fazer comédia stand-up em clubes de comédia. Seu primeiro papel no cinema foi no filme Good Burger , em 1997, e dois anos mais tarde, ele teve um papel recorrente na comédia de televisão Freaks and Geeks . Ele também apareceu em Not Another Teen Movie , que parodiou o seu papel em Varsity Blues .
Em dezembro de 2001, cansado de interpretar personagens obesos e não ser capaz de mover-se confortavelmente no set, Lester passou por cirurgia bariátrica (que ainda era experimental na época), perdendo cerca de 157 quilos.  Obeso desde a infância, em sua fase mais pesado, ele pesava 230  quilos. De acordo com as entrevistas, ele teve uma parada cardíaca durante a operação. Após a cirurgia bariátrica, ele precisou fazer ainda mais 16 cirurgias plásticas para remover o excesso de pele.
Lester morreu em 17 de junho de 2016, de insuficiência hepática e renal, aos 45 anos. 

## Filmografia
| Ano       | Filme                  | Papel                      |
| --------- | ---------------------- | -------------------------- |
| 1997      | Good Burger            | Spatch                     |
| 1999      | Dill Scallion          | Earl Langston              |
| 1999      | Varsity Blues          | Billy Bob                  |
| 1999–2000 | Freaks and Geeks       | Recurring Role (Seidleman) |
| 1999–2001 | Popular                | Sugar Daddy Bernadino      |
| 2001      | Not Another Teen Movie | Reggie Ray                 |
| 2002      | The Greenskeeper       | Styles                     |
| 2004      | The Karate Dog         | Edward Cage                |
| 2010      | The Fat Boy Chronicles | Dr. Jeffords               |